# Robert Emery
Robert Emery (Chicago, 12 agosto 1898 – Chicago, 6 gennaio 1934) è stato un velocista statunitense.

## Biografia
Nel 1920 giunse terzo ai campionati AAU sulle 440 iarde e ottenne lo stesso piazzamento ai Trials che gli valsero la qualificazione alle Olimpiadi di Anversa.
Nella gara olimpica sui 400 metri giunse quarto nella prima semifinale, mancando l'accesso alla finale riservato ai primi tre classificati.

## Palmarès
| Anno | Manifestazione | Sede    | Evento          | Risultato  | Prestazione | Note  |
| ---- | -------------- | ------- | --------------- | ---------- | ----------- | ----- |
| 1920 | Olimpiadi      | Anversa | 400 metri piani | Semifinale |             | [ 2 ] |